# کیانوش
کیانوش نام یکی از شخصیتهای اساطیری ایران در شاهنامه فردوسی است. او پسر آبتین و فرانک، و یکی از دو برادر فریدون بود که او را در پیروزی بر ضحاک یاری کرد:
| برادر دو بودش دو فرخ همال |  | ازو هر دو آزاده مهتر به سال |
| یکی بود ازیشان کیانوش نام |  | دگر نام پرمایهٔ شادکام       |

## کیانوش در شاهنامه
کیانوش و برمایه در بحبوحه نبرد فریدون با ضحاک، پادشاهی فریدون بر جهان را حتمی دیدند و رشک و حسد آنان را بر آن داشت تا شبی نقشه قتل فریدون را کشند و صحنه قتل را یک حادثه نشان دهند. اما نقشه آنان جامه عمل نپوشید. هر دو برادر در صحنه‌های رزم مشارکت داشتند:
| کیانوش و پرمایه بر دست شاه |  | چو کهتر برادر ورا نیک خواه |

## کیانوش در سایر منابع
صورت پهلوی واژهٔ کیانوش به احتمال زیاد کَی اَنوش بوده که کَی به معنی پادشاه و اَنوش (مانند اَنوشگ در انوشیروان) به معنی بی‌مرگ، باقی یا خوش و خرم است.